# Čou Jang
Čou Jang (čínsky pchin-jinem Zhōu Yáng, znaky 周洋; * 9. června 1991 Čchang-čchun) je čínská rychlobruslařka a bývalá shorttrackařka.
V short tracku závodila od roku 2007 a na světových šampionátech vybojovala 14 medailí, z toho čtyři zlaté. Získala také tři zlaté olympijské medaile, z toho dvě individuální (1500 metrů ve Vancouveru 2010, 1500 metrů v Soči 2014) a jednu ze štafety (3000 metrů ve Vancouveru). Na zahajovacím ceremoniálu olympiády v jihokorejském Pchjongčchangu roku 2018 byla vybrána jako vlajkonoška čínské výpravy, jakožto nejúspěšnější aktivní čínský sportovec na zimních olympiádách. V Pchjongčchangu také startovala, ale medaili nezískala. Byly to také její poslední závody v short tracku.
Od roku 2019 se věnuje rychlobruslení. Téhož roku začala závodit ve Světovém poháru a v roce 2020 se představila na Mistrovství světa.